# マンガ大賞
マンガ大賞（まんがたいしょう、英題：Cartoon grand prize）は、マンガ大賞実行委員会によって主催される漫画賞である。友達に勧めたくなる漫画を選ぶことをコンセプトにしている。発起人はニッポン放送アナウンサーの吉田尚記。2008年3月末に第1回マンガ大賞が発表された。
「マンガの直木賞」を目指し、書店員の推したいという気持ちが詰まった賞で、日常的に漫画をあまり読まない層にもアプローチし、テレビ番組で受賞作が紹介されると売れ行きに大きな反響があったり、映像化される作品が多いと10数年選考員を務めている書店員らが座談会で語っている（2022年時点）。

## マンガ大賞について
- 今、何がおもしろいの?と思う方や、面白いと思ったマンガを、その時、誰かに薦めたい事。その思いを形にした賞。
- このマンガ大賞は、他の類似である○○（企業名）大賞などと違い、利害関係が無い方を中心とする。
- ノミネート公開が1月、大賞発表が3月、前年度作品を本年度で発表と評価とする。
- 発表後、ニッポン放送『ミュ〜コミ+プラス』にてもマンガ大賞や順位など放送される。

## 要領
選考年の前年の1月1日 - 12月31日に出版された単行本の最大巻数が8巻までに限定された漫画作品（過去にマンガ大賞受賞作は除外、2018より電子書籍も含む）を対象としている。これは「8巻まで出ていれば、人に勧めたいマンガの面白さは発揮されているだろう」「それ以上の長さのものは、面白さは世間に知れ渡っているだろう」「これ以上長いと、気軽に手に取るにはちょっと量がありすぎる」ためだという。
選考員は完全に公表されていない（例年一般人を含む70〜100人以上が参加）が、マンガ大賞実行委員が「直接存じ上げている方に声をかけて」いるという。また「そのマンガが売れることに直接の利害関係がある」と思われることから、漫画家、編集関係者、ブックデザイナー等は選考委員に参加させていない。営利を目的としていないことから、大賞の運営、選考作業、ホームページのデザインや管理などは全てボランティアがノーギャラで参加している。

## マンガ大賞実行委員会
マンガ大賞の運営組織で、書店員を中心とした普段からマンガの現場でマンガに接しており、かつマンガ大賞の趣旨に賛同したボランティア有志で構成されている。一般募集はしていない。発起人はニッポン放送アナウンサーの吉田尚記。男女8人により発足。なお、発起人である吉田が「委員長」とこのウィキペディアでも誤認されてきたが、2011年1月17日の『ミュ〜コミ+プラス』の放送で「私は実行委員長ではない」との発言があった。「あくまで実行委員の1人」ということである。

## 選考方法
- 前年の1月1日から12月31日に出版された単行本（電子書籍を含む）の内、最大巻数が8巻までの作品。

第1次選考
一次選考では、各選考員が「人にぜひ薦めたいと思う作品を5作品」を選出。
第2次選考
二次選考では、一次選考の結果から得票数10位までの作品がノミネートされる。選考員はその全てを読み、トップ3を選出。
集計結果
その結果を集計し、『マンガ大賞』を決定。

### 〜2013年度
第1次選考
各選考員が推薦する最大5作品を選考し、メールで投票。投票数の多かった上位10作品をノミネート作品とする。
第2次選考
ノミネート作品の中から各選考員が上位3作品を選考し、メールで投票。順位ポイント制（1位=3P、2位=2P、3位=1P）により、集計後に決定される。

## 第1回（2008年）
マンガ大賞
岳 みんなの山（石塚真一） 68P
ノミネート作品
- よつばと!（あずまきよひこ） 49P
- 海街diary（吉田秋生） 43P
- フラワー・オブ・ライフ（よしながふみ） 43P
- 君に届け（椎名軽穂） 42P
- 大奥（よしながふみ） 40P
- 皇国の守護者（佐藤大輔、伊藤悠） 35P
- とめはねっ! 鈴里高校書道部（河合克敏） 27P
- もやしもん（石川雅之） 26P
- 夏目友人帳（緑川ゆき） 23P
- ひまわりっ 〜健一レジェンド〜（東村アキコ） 20P
- きのう何食べた?（よしながふみ） 19P

選考員
第1次選考76人、第2次選考73人
備考

## 第2回（2009年）
マンガ大賞
ちはやふる（末次由紀） 102P
ノミネート作品
- 宇宙兄弟（小山宙哉） 94P
- 3月のライオン（羽海野チカ） 65P
- 深夜食堂（安倍夜郎） 47P
- 青春少年マガジン1978〜1983（小林まこと） 46P
- 聖☆おにいさん（中村光） 45p
- とめはねっ! 鈴里高校書道部（河合克敏） 43P
- ママはテンパリスト（東村アキコ） 36P
- トリコ（島袋光年） 25P
- よんでますよ、アザゼルさん。（久保保久） 15P

選考員
第1次選考89人、第2次選考87人
備考

## 第3回（2010年）
マンガ大賞
テルマエ・ロマエ（ヤマザキマリ） 94P
ノミネート作品
- 宇宙兄弟（小山宙哉） 89P
- バクマン。（大場つぐみ・小畑健） 60P
- アイアムアヒーロー（花沢健吾） 55P
- 娚の一生（西炯子） 48P
- 虫と歌 市川春子作品集（市川春子） 47p
- 海月姫（東村アキコ） 46P
- モテキ（久保ミツロウ） 44P
- 高校球児ザワさん（三島衛里子） 25P
- アオイホノオ（島本和彦） 23P

選考員
第1次選考89人、第2次選考89人
備考

## 第4回（2011年）
マンガ大賞
3月のライオン（羽海野チカ） 75P
ノミネート作品
- 乙嫁語り（森薫） 55P
- アイアムアヒーロー（花沢健吾） 51P
- 花のズボラ飯（久住昌之・水沢悦子） 50P
- 失恋ショコラティエ（水城せとな） 47P
- さよならもいわずに（上野顕太郎） 42P
- 進撃の巨人（諌山創） 41P
- 刻刻（堀尾省太） 38P
- ましろのおと（羅川真里茂） 36P
- ドリフターズ（平野耕太） 35P
- ドントクライ、ガール（ヤマシタトモコ） 35P
- 主に泣いてます（東村アキコ） 27P
- SARU（五十嵐大介） 21P

選考員
第1次選考89人、第2次選考93人
備考

## 第5回（2012年）
マンガ大賞
銀の匙 Silver Spoon（荒川弘） 76P
ノミネート作品
- 大東京トイボックス（うめ） 61P
- 信長協奏曲（石井あゆみ） 57P
- 昭和元禄落語心中（雲田はるこ） 49P
- 25時のバカンス 市川春子作品集II（市川春子） 46P
- ドリフターズ（平野耕太） 43P
- グラゼニ（森高夕次・アダチケイジ） 41P
- アイアムアヒーロー（花沢健吾） 40P
- 外天楼（石黒正数） 37P
- 高杉さん家のおべんとう（柳原望） 37P
- 日々ロック（榎屋克優） 32P
- 惡の華（押見修造） 28P
- 四月は君の嘘（新川直司） 27P
- 鬼灯の冷徹（江口夏実） 24P
- となりの関くん（森繁拓真） 12P

選考員
第1次選考98人、第2次選考103人

## 第6回（2013年）
マンガ大賞
海街diary（吉田秋生） 89P
ノミネート作品
- 乙嫁語り（森薫） 78P
- ボールルームへようこそ（竹内友） 78P
- ハイスコアガール（押切蓮介） 62P
- 俺物語!!（河原和音・アルコ） 58P
- 暗殺教室（松井優征） 40P
- 九井諒子作品集 竜のかわいい七つの子（九井諒子） 36P
- 人間仮免中（卯月妙子） 35P
- テラフォーマーズ（貴家悠・橘賢一） 30P
- 山賊ダイアリー リアル猟師奮闘記（岡本健太郎） 29P
- ぼくらのフンカ祭（真造圭伍） 29P

選考員
第1次選考103人、第2次選考94人
備考

## 第7回（2014年）
マンガ大賞
乙嫁語り（森薫） 94P
ノミネート作品
- 僕だけがいない街（三部けい） 82P
- さよならタマちゃん（武田一義） 66P
- 七つの大罪（鈴木央） 59P
- ひきだしにテラリウム（九井諒子） 54P
- 重版出来!（松田奈緒子） 46P
- ワンパンマン（ONE・村田雄介） 43P
- 亜人（桜井画門） 32P
- 足摺り水族館（panpanya） 31P
- 坂本ですが?（佐野菜見） 9P

選考員
第1次選考98人、第2次選考88人
備考

## 第8回（2015年）
マンガ大賞
- かくかくしかじか（東村アキコ）  80P

ノミネート作品
- 子供はわかってあげない（田島列島） 66P
- 聲の形（大今良時） 65P
- 僕だけがいない街（三部けい） 57P
- BLUE GIANT（石塚真一） 49P
- ボールルームへようこそ（竹内友） 40P
- イノサン（坂本眞一） 38P
- 僕のヒーローアカデミア（堀越耕平）  36P
- 王様達のヴァイキング（さだやす・深見真） 35P
- 累（松浦だるま） 30P
- 月刊少女野崎くん（椿いづみ） 28P
- 魔法使いの嫁（ヤマザキコレ） 20P
- 宝石の国（市川春子） 18P
- ドミトリーともきんす（高野文子） 8P

選考員
第1次選考92人、第2次選考95人
備考

## 第9回（2016年）
マンガ大賞
- ゴールデンカムイ（野田サトル） 91P[11]

ノミネート作品
- ダンジョン飯（九井諒子） 78P
- BLUE GIANT（石塚真一） 68P
- 僕だけがいない街（三部けい） 55P
- 百万畳ラビリンス（たかみち） 49P
- 波よ聞いてくれ（沙村広明） 43P
- 恋は雨上がりのように（眉月じゅん） 42P
- 町田くんの世界（安藤ゆき） 38P
- 東京タラレバ娘（東村アキコ） 29P
- 岡崎に捧ぐ（山本さほ） 28P
- とんかつDJアゲ太郎（イーピャオ・小山ゆうじろう） 25P

選考員
第1次選考96人、第2次選考91人
備考

## 第10回（2017年）
マンガ大賞
- 響 〜小説家になる方法〜（柳本光晴） 67P[12]

ノミネート作品
- 金の国 水の国（岩本ナオ） 64P
- ダンジョン飯（九井諒子） 63P
- アオアシ（小林有吾・取材原案協力 上野直彦） 60P
- 波よ聞いてくれ（沙村広明） 48P
- 約束のネバーランド（白井カイウ・出水ぽすか） 43P
- ゴールデンゴールド（堀尾省太） 42P
- ファイアパンチ（藤本タツキ） 37P
- ハイスコアガール（押切蓮介） 33P
- からかい上手の高木さん（山本崇一朗） 30P
- 私の少年（高野ひと深） 20P
- 東京タラレバ娘（東村アキコ） 18P
- 空挺ドラゴンズ（桑原太矩） 9P

選考員
第1次選考94人、第2次選考89人

## 第11回（2018年）
マンガ大賞
- BEASTARS（板垣巴留） 78P[13]

ノミネート作品
- 我らコンタクティ（森田るい） 68P
- 凪のお暇（コナリミサト） 56P
- ダンジョン飯（九井諒子） 52P
- 不滅のあなたへ（大今良時） 47P
- ランウェイで笑って（猪ノ谷言葉） 46P
- とんがり帽子のアトリエ（白浜鴎） 42P
- メイドインアビス（つくしあきひと） 40P
- 映像研には手を出すな!（大童澄瞳） 38P
- 映画大好きポンポさん（杉谷庄吾【人間プラモ】） 28P
- 約束のネバーランド（原作：白井カイウ、作画：出水ぽすか） 26P
- ゴールデンゴールド（堀尾省太）13P

選考員
第1次選考100人、第2次選考89人

## 第12回（2019年）
マンガ大賞
- 彼方のアストラ（篠原健太） 94P[14]

ノミネート作品
- ミステリと言う勿れ（田村由美） 78P
- ブルーピリオド（山口つばさ） 73P
- 違国日記（ヤマシタトモコ） 45P
- サザンと彗星の少女（赤瀬由里子） 41P
- 北北西に曇と往け（入江亜季） 40P
- 金剛寺さんは面倒臭い（とよ田みのる） 39P
- メタモルフォーゼの縁側（鶴谷香央理） 38P
- ハクメイとミコチ（樫木祐人） 33P
- 凪のお暇（コナリミサト） 25P
- ダンジョン飯（九井諒子） 23P
- ゴールデンゴールド（堀尾省太） 22P
- 1122（渡辺ペコ） 19P

選考員
第1次選考94人、第2次選考95人
備考
大賞『彼方のアストラ』はウェブコミック初の受賞。

## 第13回（2020年）
マンガ大賞
- ブルーピリオド（山口つばさ） 69P[16]

ノミネート作品
- SPY×FAMILY（遠藤達哉） 63P
- スキップとローファー（高松美咲） 58P
- 波よ聞いてくれ（沙村広明） 57P
- 水は海に向かって流れる（田島列島） 56P
- ミステリと言う勿れ（田村由美） 54P
- 夢中さ、きみに。（和山やま） 50P
- チェンソーマン（藤本タツキ） 40P
- まくむすび（保谷伸） 36P
- 違国日記（ヤマシタトモコ） 31P
- 僕の心のヤバイやつ（桜井のりお） 24P
- あした死ぬには、（雁須磨子） 20P

選考員
第1次選考94人、第2次選考93人
備考

## 第14回（2021年）
マンガ大賞
- 葬送のフリーレン（原作：山田鐘人、作画：アベツカサ） 91P[17]

ノミネート作品
- チ。-地球の運動について-（魚豊） 67P
- カラオケ行こ!（和山やま） 64P
- 水は海に向かって流れる（田島列島） 60P
- 【推しの子】（原作：赤坂アカ、作画：横槍メンゴ） 59P
- 怪獣8号（松本直也） 58P
- 女の園の星（和山やま） 57P
- メタモルフォーゼの縁側（鶴谷香央理） 48P
- 九龍ジェネリックロマンス（眉月じゅん） 46P
- SPY×FAMILY（遠藤達哉） 38P

選考員
第1次選考95人、第2次選考98人

## 第15回（2022年）
マンガ大賞
- ダーウィン事変（うめざわしゅん） 74P[18]

ノミネート作品
- ルックバック（藤本タツキ） 68P
- ひらやすみ（真造圭伍） 66P
- 女の園の星（和山やま） 63P
- チ。-地球の運動について-（魚豊） 59P
- トリリオンゲーム（原作：稲垣理一郎、作画：池上遼一） 55P
- ダンダダン（龍幸伸） 53P
- 【推しの子】（原作：赤坂アカ、作画：横槍メンゴ） 49P
- 海が走るエンドロール（たらちねジョン） 45P
- 自転車屋さんの高橋くん（松虫あられ） 32P

選考員
第1次選考99人、第2次選考94人

## 第16回（2023年）
マンガ大賞
- これ描いて死ね（とよ田みのる）102P[19]

ノミネート作品
- あかね噺（原作：末永裕樹、作画：馬上鷹将）100P
- 女の園の星（和山やま）65P
- 正反対な君と僕（阿賀沢紅茶）65P
- 天幕のジャードゥーガル（トマトスープ）59P
- 日本三國（松木いっか）59P
- さよなら絵梨（英語版）（藤本タツキ）44P
- スーパーの裏でヤニ吸うふたり（地主）34P
- 劇光仮面（山口貴由）32P
- タコピーの原罪（タイザン5）29P
- 光が死んだ夏（モクモクれん）22P

選考員
第1次選考102人、第2次選考102人
備考

## 第17回（2024年）
マンガ大賞
- 君と宇宙を歩くために（英語版）（泥ノ田犬彦）96P[20]

ノミネート作品
- 黄泉のツガイ（荒川弘）73P[21]
- 神田ごくら町職人ばなし（英語版）（坂上暁仁）72P[21]
- 平和の国の島崎へ（英語版）（原作：濱田轟天、漫画：瀬下猛）59P[21]
- ダイヤモンドの功罪（平井大橋）56P[21]
- 天幕のジャードゥーガル（トマトスープ）56P[21]
- 正反対な君と僕（阿賀沢紅茶）50P[21]
- 環と周（英語版）（よしながふみ）49P[21]
- ひらやすみ（真造圭伍）49P[21]
- ファミレス行こ。（和山やま）28P[21]

選考員
第1次選考101人、第2次選考98人
備考

## 第18回（2025年）
マンガ大賞
- ありす、宇宙までも（売野機子）102P[22]

ノミネート作品
- 路傍のフジイ（鍋倉夫）79P[23]
- ふつうの軽音部（原作：クワハリ、作画：出内テツオ）75P[23]
- 図書館の大魔術師（泉光）69P[23]
- どくだみの花咲くころ（英語版）（城戸志保）51P[23]
- 死に戻りの魔法学校生活を、元恋人とプロローグから（※ただし好感度はゼロ）（英語版）（漫画：白川蟻ん、原作：六つ花えいこ、キャラクター原案：秋鹿ユギリ）45P[23]
- 女の園の星（和山やま）44P[23]
- COSMOS（田村隆平）38P[23]
- この世は戦う価値がある（英語版）（こだまはつみ）37P[23]
- ドカ食いダイスキ! もちづきさん（まるよのかもめ）24P[23]

選考員
第1次選考97人、第2次選考94人
備考